# Месарош, Эрика
Э́рика Меса́рош (венг. Erika Mészáros; 24 июня 1966, Будапешт) — венгерская гребчиха-байдарочница, выступала за сборную Венгрии во второй половине 1980-х — первой половине 1990-х годов. Чемпионка летних Олимпийских игр в Барселоне, двукратная чемпионка мира, победительница многих регат национального и международного значения.

## Биография
Эрика Месарош родилась 24 июня 1966 года в Будапеште. Активно заниматься греблей начала в раннем детстве, проходила подготовку под руководством собственного отца Дьёрдя Месароша, в прошлом известного гребца-байдарочника, двукратного серебряного призёра Олимпийских игр. Состояла в столичных спортивных клубах «Уйпешти» и «Будапешт Хонвед».
Первого серьёзного успеха на взрослом международном уровне добилась в 1986 году, когда попала в основной состав венгерской национальной сборной и побывала на чемпионате мира в канадском Монреале, где одержала победу сразу в двух женских дисциплинах: в двойках и четвёрках на пятистах метрах. Благодаря череде удачных выступлений удостоилась права защищать честь страны на летних Олимпийских играх 1988 года в Сеуле — в двойках вместе с напарницей Эвой Ракус заняла на пятистах метрах четвёртое место, немного не дотянув до призовых позиций, тогда как в составе четырёхместного экипажа, куда также вошли Эва Ракус, Эрика Геци и Рита Кёбан, завоевала серебряную медаль, уступив в решающем заезде только экипажу из ГДР.
В 1989 году Месарош выступила на чемпионате мира в болгарском Пловдиве, где стала серебряной призёршей в двойках и четвёрках на пятистах метрах. Год спустя на мировом первенстве в польской Познани трижды поднималась на пьедестал почёта: получила серебро в двойках на полукилометровой и пятикилометровой дистанциях, а также в четвёрках на пятистах метрах. Ещё через год на аналогичных соревнованиях в Париже добавила в послужной список ещё две серебряные медали, выигранные среди двоек и четвёрок на пятистах метрах. Будучи в числе лидеров гребной команды Венгрии, благополучно прошла квалификацию на Олимпийские игры 1992 года в Барселоне — в четырёхместных байдарках совместно с Ритой Кёбан, Эвой Донус и Кингой Цигань обогнала на пятистах метрах всех своих соперниц и завоевала тем самым золотую олимпийскую медаль.
Став олимпийской чемпионкой, Месарош осталась в основном составе венгерской национальной сборной и продолжила принимать участие в крупнейших международных регатах. Так, в 1993 году она представляла страну на чемпионате мира в Копенгагене, где выиграла серебряную медаль в двойках на дистанции 5000 метров и бронзовую в четвёрках на дистанции 500 метров. Позже отправилась на Олимпийские игры 1996 года в Атланте, однако повторить успех четырёхлетней давности не смогла, в четвёрках на пятистах метрах финишировала в финале лишь девятой. Вскоре по окончании этих соревнований приняла решение завершить карьеру профессиональной спортсменки, уступив место в сборной молодым венгерским гребчихам.